# 望月まこと
望月 まこと（もちづき まこと）は、日本の女性モデル。BABYBOO所属。

## 人物
- 趣味は、映画 、カメラ 、バイク、HTML/cssコーディング、マンガ
- 特技は、webサイト制作、webサイト分析(SEO関連)、ライティング、フォトショップ
- webデザイナーでもある。

### 略歴
- 2018年レースクイーン フロンティア・キューティーズ
- 2017年ミスアクション ファイナリスト
- 2018年バンプレスト Pokemon Tea Party 広告モデル
- 2018年CP＋ ケンコー・トキナー セミナーステージモデル
- 2017年モーターマガジン社「カメラマン」 ポートレート作例モデル掲載
- 2017年モーターマガジン社「Canon EF mount LENS BOOK」ポートレート作例モデル掲載
- 2017年東京モーターショー 日産自動車コンパニオン[2]
- 2016年モーターマガジン社「2ストBIBLE 2016」表紙、誌内モデル